# Рыбы-мичманы
Рыбы-мичманы (лат. Porichthys) — род морских лучепёрых рыб из семейства батраховых (Batrachoididae). Распространены в восточной части Тихого океана и западной части Атлантического океана. Длина тела представителей рода варьируется от 7,4 до 51 см. Придонные хищные рыбы. Латинское название рода образовано от греческих слов (греч. πόρος) — поры и (Ιχθείς) — рыба.

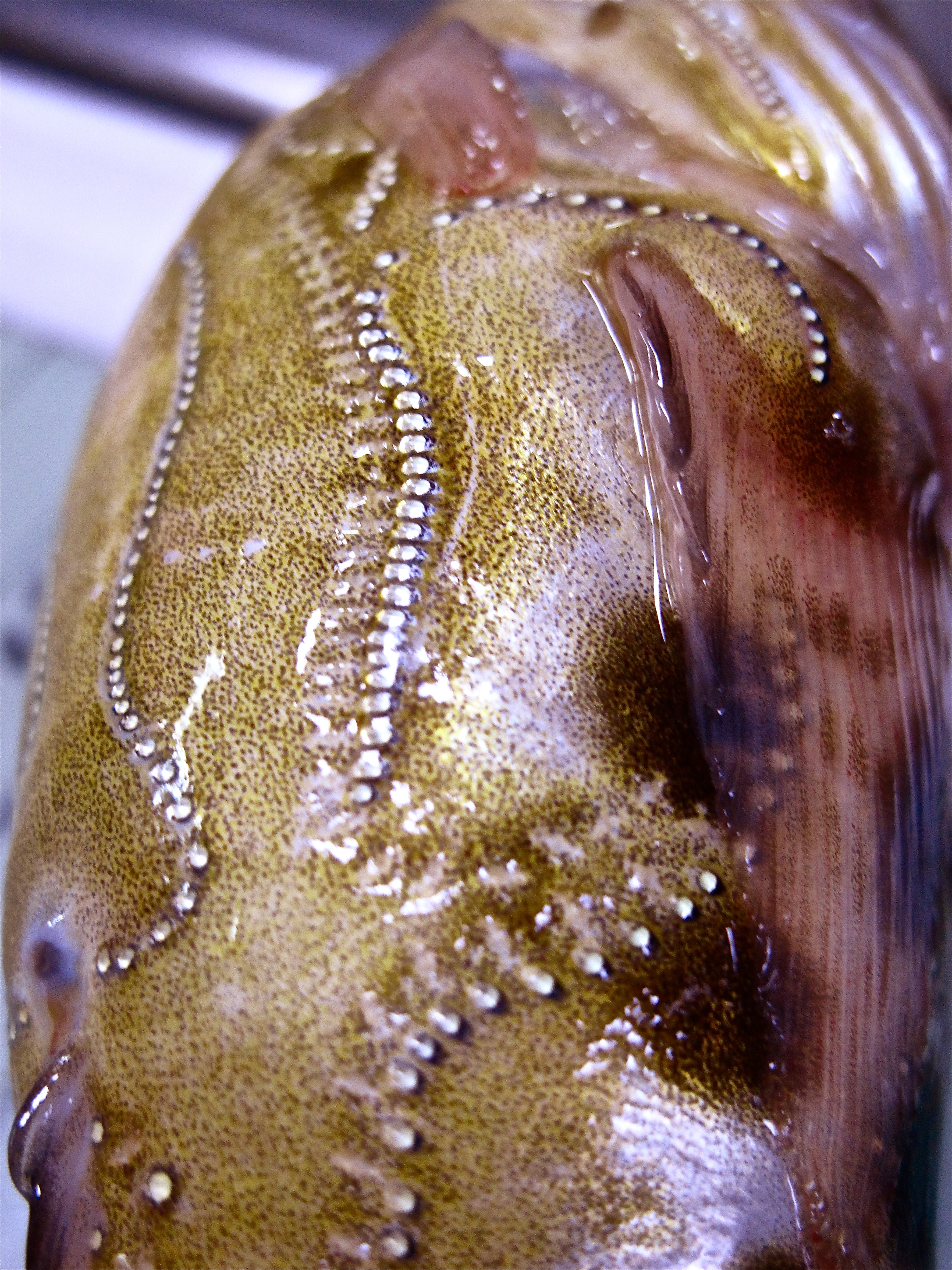
Фотофоры Porichthys plectrodon

## Описание
В первом спинном плавнике 2 твёрдые колючки. На крышечной кости имеется твёрдый шип. На подкрышечной кости нет шипов. Тело голое. Фотофоры имеются. Клыковидные зубы на челюстях есть. У основания брюшного плавника аксиллярная железа отсутствует. На боках тела имеется четыре боковые линии.
По крайней мере у одного из видов есть ядовитые железы. У некоторых видов (например, P. notatus) отмечено наличие двух морф у самцов. У самцов двух типов существенно различаются масса тела, гонад и мышц, участвующих в вокализации. Соответственно, различается и репродуктивное поведение.

## Биология
Рыбы-мичманы — морские придонные рыбы. Встречаются на глубине до 366 м, но обычно на мелководье в приливной зоне на глубине 1—20 м. Ведут ночной образ жизни, в дневные часы закапываются в песок, оставляя снаружи только голову. Способны издавать звуки с помощью плавательного пузыря.

## Классификация

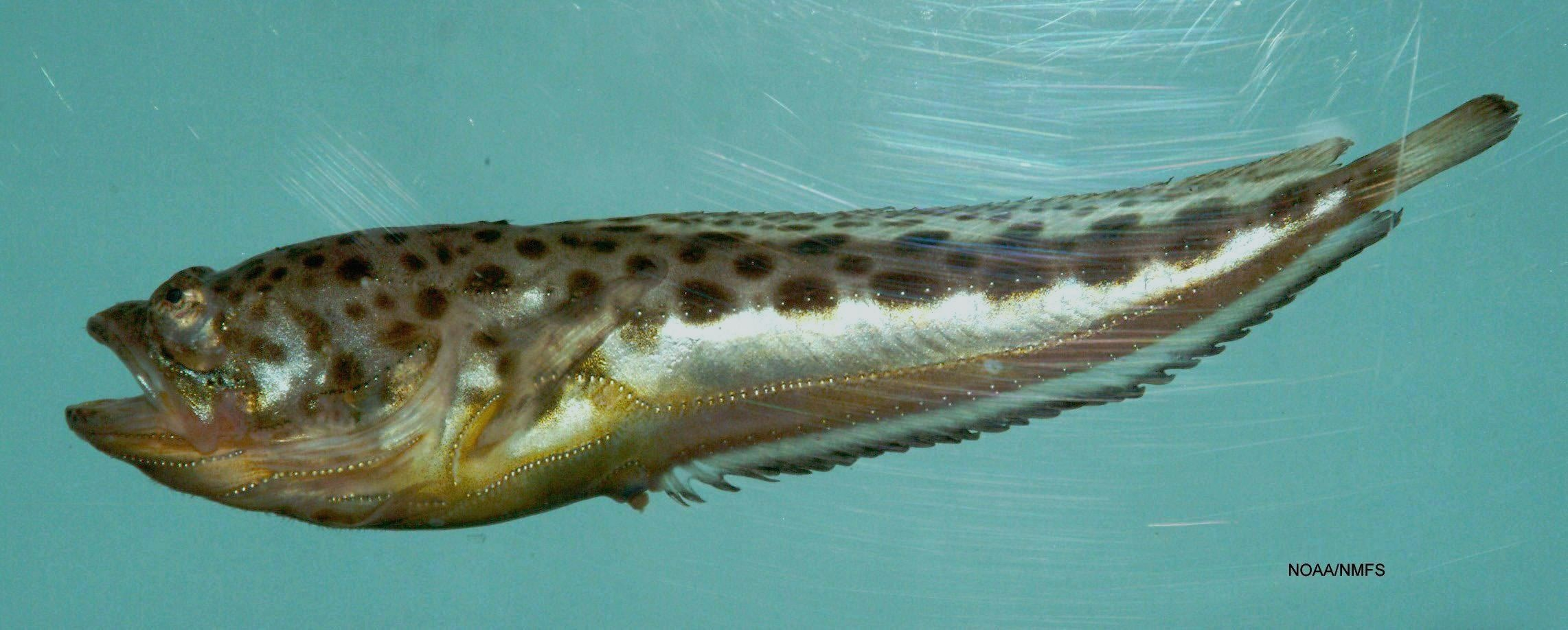
Porichthys plectrodon

В составе рода выделяют 14 видов
- Porichthys analis C. L. Hubbs & L. P. Schultz, 1939
- Porichthys bathoiketes C. R. Gilbert, 1968
- Porichthys ephippiatus H. J. Walker & Rosenblatt, 1988
- Porichthys greenei C. H. Gilbert & Starks, 1904
- Porichthys kymosemeum C. R. Gilbert, 1968
- Porichthys margaritatus (J. Richardson, 1844)
- Porichthys mimeticus H. J. Walker & Rosenblatt, 1988
- Porichthys myriaster Hubbs & Schultz, 1939
- Porichthys notatus Girard, 1854 — Северная рыба-мичман
- Porichthys oculellus H. J. Walker & Rosenblatt, 1988
- Porichthys oculofrenum C. R. Gilbert, 1968
- Porichthys pauciradiatus D. K. Caldwell & M. C. Caldwell, 1963
- Porichthys plectrodon D. S. Jordan & Gilbert, 1882
- Porichthys porosissimus (Cuvier, 1829)